# Markéta Irglová
Markéta Irglová (ur. 28 lutego 1988 w Valašském Meziříčí) – czeska autorka tekstów, aktorka i piosenkarka. Laureatka Oscara za najlepszą piosenkę oryginalną („Falling Slowly” z filmu Once).

## Życiorys
Zajmuje się muzyką od siódmego roku życia, odkąd rodzice kupili jej pierwsze pianino i zapisali do szkoły muzycznej. W wieku dziewięciu lat dostała od swojego ojca gitarę, na której sama nauczyła się grać.
W wieku 13 lat rozpoczęła współpracę z Glenem Hansardem, którego poznała podczas jego pobytu w Valašském Meziříčí z grupą The Frames. Później nagrali album pt. The Swell Season (2006), od tego czasu nagrywają i występują w duecie, również nazwanym The Swell Season. Ich cover piosenki Boba Dylana „You Ain't Goin' Nowhere” znalazł się na ścieżce dźwiękowej do filmu I’m Not There. Gdzie indziej jestem (2007).
W 2008 nagrodzona Oscarem za najlepszą piosenkę („Falling Slowly”) skomponowaną do filmu Once, w którym również zagrała główną rolę. 3 marca 2008 otrzymała czeską nagrodę Akademie populární hudby jako odkrycie roku.
W 2022 uczestniczyła w programie Söngvakeppnin wyłaniającym reprezentanta Islandii w 66. Konkursie Piosenki Eurowizji. W 2023 weźmie udział w programie ESCZ 2023, czeskich eliminacjach do 67. Konkursu Piosenki Eurowizji.

### Życie prywatne
W 2006 związała się z Glenem Hansardem, który partnerował jej na planie filmu Once. Para rozstała się w 2009, deklarując jednak, że pozostaną przyjaciółmi. W lipcu 2011 poślubiła producenta swojego solowego albumu, Tima Iselera. Małżeństwo przetrwało rok. Od 2012 pozostaje w nieformalnym związku z realizatorem dźwięku Sturla Mio Thorissonem, z którym ma troje dzieci.
Mieszkała w Irlandii i Stanach Zjednoczonych, obecnie żyje na Islandii.

## Dyskografia
Albumy solowe
| Tytuł | Dane dot. albumu                              | Pozycja na liście |
| Tytuł | Dane dot. albumu                              | CZE               |
| ----- | --------------------------------------------- | ----------------- |
| Anar  | - Data: 11 października 2011 - Wydawca: ANTI- | 21                |
| Muna  | - Data: 23 września 2014 - Wydawca: ANTI-     | 20                |
| Lila  | - Data: 2022 - Wydawca:                       |                   |

## Filmografia
| Tytuł | Rok  | Uwagi                                  | Źródło |
| ----- | ---- | -------------------------------------- | ------ |
| Once  | 2006 | film fabularny, reżyseria: John Carney | [ 5 ]  |

## Nagrody i wyróżnienia
| Rok  | Kategoria          | Tytułem          | Nagroda                           | Nota | Źródło |
| ---- | ------------------ | ---------------- | --------------------------------- | ---- | ------ |
| 2008 | Best Original Song | „Falling Slowly” | Nagroda Akademii Filmowej (Oskar) | Laur | [ 6 ]  |
| 2008 | Objev roku         | Markéta Irglová  | Akademie populární hudby          | Laur | [ 7 ]  |